# 小金原
小金原（こがねはら）は、千葉県松戸市の地名。現行行政地名は小金原一丁目から小金原九丁目。郵便番号は270-0021。江戸時代までの小金原は柏・流山・松戸・沼南・鎌ケ谷・市川・船橋・習志野・八千代にも及んだ広大な野馬の放牧場である小金牧を中心とした原野を指していた。

## 地理
松戸市の北東部に位置している。小金原地区の中心地。中央部に松戸市役所支所、交番、体育館などがある行政センターと、スーパーマーケットなどの商業施設がある小金原商店街が隣接して位置し、また、六丁目を中心に小金原団地などの集合住宅が広がる。日本住宅公団による造成以前は、八ケ崎、根木内、栗ケ沢と称される農地および山林であった。

### 地価
住宅地の地価は、2015年（平成27年）1月1日の公示地価によれば、小金原4丁目23番6の地点で10万6000円/m2となっている。

## 略歴
- 1964年 - 日本住宅公団が「北小金土地区画整理事業」（小金原団地の開発）を施行[6]
- 1969年 - 5月および6月、3-18街区、6-13街区（賃貸部分）への入居開始、それにともない同年5月15日、新京成バス（現在分社化して松戸新京成バス）が小金原線（現在の小金原団地線、北小金駅・馬橋駅入口・常盤平団地発の小金原団地循環系統）を開業、同年7月、6-9街区および7-1街区の分譲開始
- 1971年 - 7月、6-7街区の分譲開始、小金原団地の全完成
- 2006年3月16日 - 松戸新京成バス小金原団地線のうち常磐線馬橋駅、および新京成線常盤平駅からの系統が廃止される。

## 世帯数と人口
2017年（平成29年）11月1日現在の世帯数と人口は以下の通りである。
| 丁目         | 世帯数    | 人口     |
| ------------ | --------- | -------- |
| 小金原一丁目 | 887世帯   | 1,918人  |
| 小金原二丁目 | 551世帯   | 1,255人  |
| 小金原三丁目 | 1,655世帯 | 3,168人  |
| 小金原四丁目 | 1,059世帯 | 2,294人  |
| 小金原五丁目 | 1,069世帯 | 2,468人  |
| 小金原六丁目 | 1,695世帯 | 3,129人  |
| 小金原七丁目 | 1,359世帯 | 3,035人  |
| 小金原八丁目 | 672世帯   | 1,532人  |
| 小金原九丁目 | 978世帯   | 2,289人  |
| 計           | 9,925世帯 | 21,088人 |

## 小・中学校の学区
市立小・中学校に通う場合、学区は以下の通りとなる。
| 丁目         | 番地       | 小学校               | 中学校               |
| ------------ | ---------- | -------------------- | -------------------- |
| 小金原一丁目 | 全域       | 松戸市立根木内小学校 | 松戸市立根木内中学校 |
| 小金原二丁目 | 全域       | 松戸市立根木内小学校 | 松戸市立根木内中学校 |
| 小金原三丁目 | 全域       | 松戸市立根木内小学校 | 松戸市立根木内中学校 |
| 小金原四丁目 | 全域       | 松戸市立根木内小学校 | 松戸市立根木内中学校 |
| 小金原五丁目 | 全域       | 松戸市立貝の花小学校 | 松戸市立栗ケ沢中学校 |
| 小金原六丁目 | 1～7番地   | 松戸市立貝の花小学校 | 松戸市立栗ケ沢中学校 |
| 小金原六丁目 | 8～13番地  | 松戸市立栗ケ沢小学校 | 松戸市立栗ケ沢中学校 |
| 小金原七丁目 | 9～39番地  | 松戸市立栗ケ沢小学校 | 松戸市立栗ケ沢中学校 |
| 小金原七丁目 | 1～8番地   | 松戸市立貝の花小学校 | 松戸市立栗ケ沢中学校 |
| 小金原八丁目 | 全域       | 松戸市立貝の花小学校 | 松戸市立栗ケ沢中学校 |
| 小金原九丁目 | 1～25番地  | 松戸市立貝の花小学校 | 松戸市立栗ケ沢中学校 |
| 小金原九丁目 | 26～56番地 | 松戸市立栗ケ沢小学校 | 松戸市立栗ケ沢中学校 |

## 交通

### 道路
- 千葉県道57号千葉鎌ケ谷松戸線 - 松戸市根木内方面から小金原の東を貫き金ケ作方面へ向かう道路。
- いちょう通り - 県道57号「殿内」交差点と都市計画道路横須賀紙敷線「北部市場」交差点を東西に結ぶ道路。
- あめりかふう通り - 県道57号小金原団地交差点から金ケ作方面へ南北に貫く道路。アメリカフウ並木が見られる。
- さくら通り（電柱通り） - 都市計画道路横須賀紙敷線「松戸東警察署」交差点と県道57号「笹塚」交差点を東西に結ぶ道路。
- さくら通り（根木小通り） - 県道57号「表門」交差点とあめりかふう通りを東西に結ぶ道路。
- さくら通り - ユーカリ交通公園付近から貝の花小方面へ南北に貫く上とは別の道路。春にはソメイヨシノのトンネルが見られる。
- あめりかふう通り - 県道57号小金原団地交差点から金ケ作方面へ南北に貫く道路。アメリカフウ並木が見られる。
- たいわんふう通り - 国道6号「小金原団地入口」交差点からいちょう通り方面へ南北に貫く道路。タイワンフウ並木が見られる。
- 域内を走っていないが、国道6号なども利用可能。

### バス
小金原地区と東日本旅客鉄道（JR東日本）北小金駅や新松戸駅、京成松戸線八柱駅とはバスで結ばれている。
- 松戸新京成バス
  - R1：北小金駅→ハワイ通り→殿内→笹塚→行政センター→小金下町→北小金駅 小金原団地循環右回り
  - R2：北小金駅→ハワイ通り→殿内→笹塚→行政センター→バス案内所
  - L3：北小金駅→ハワイ通り→行政センター→笹塚→殿内→小金下町→北小金駅 小金原団地循環左回り
  - L4：北小金駅→ハワイ通り→行政センター→笹塚→殿内→バス案内所
  - 23：北小金駅 - 根木内 - 西新田 - 殿内 - バス案内所
  - 13：北小金駅→小金小学校→小金下町→貝の花小学校→貝の花→小金下町→北小金駅 貝の花小循環
  - 13：北小金駅→小金小学校→小金下町→貝の花小学校→貝の花
  - 小金7：北小金駅 - ハワイ通り - 萬福寺前 - バス案内所
  - 14：新松戸駅 - 新松戸郵便局前 - 小金原五丁目 - 貝の花 - 森のホール21公園中央口 - 八柱駅
  - 14A：新松戸駅 ←新松戸郵便局前←テラスモール松戸←小金原五丁目 ←貝の花 ←森のホール21公園中央口
  - 14：新松戸駅 - 新松戸郵便局前 - 小金原五丁目 - 貝の花
  - 14A：新松戸駅 ←新松戸郵便局前←テラスモール松戸←小金原五丁目 ←貝の花
  - 14：新松戸駅 ←新松戸郵便局前←小金原五丁目 ←貝の花 ←森のホール21公園中央口
  - 12：八柱駅→森のホール21公園中央口→東若芝→殿内→バス案内所→貝の花小学校→森のホール21公園中央口→八柱駅 小金原団地循環
  - 12：八柱駅 - 森のホール21公園中央口 - 東若芝 - 殿内 - バス案内所

## 主な施設

### 名所

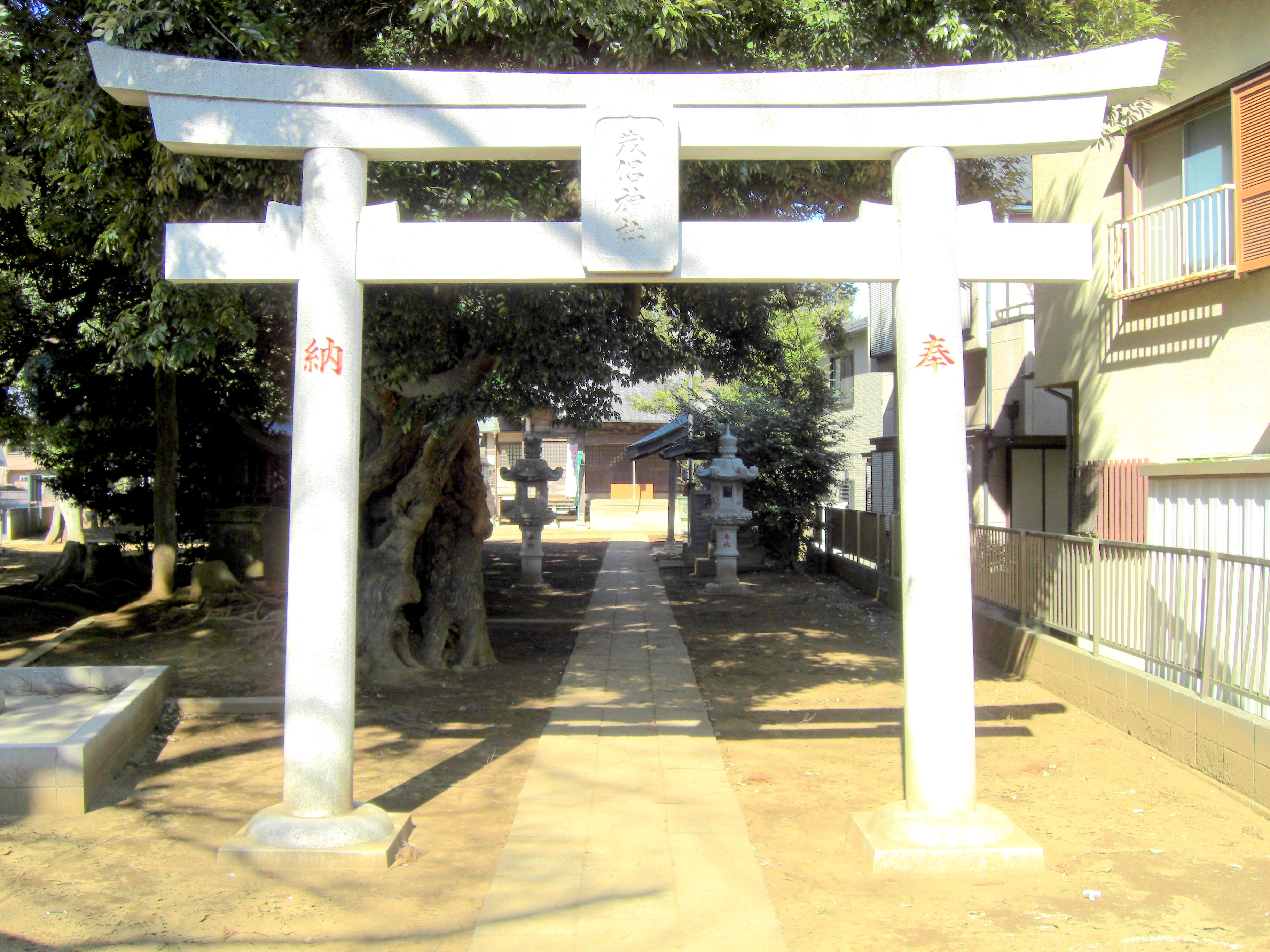
五丁目の茂侶神社

- 栗ケ沢城 - 現在の松戸市立根木内中学校、ユーカリ交通公園の地域
- 貝の花貝塚
- 安立寺（一丁目）
- 萬福寺（三丁目）
- 七面神社（二丁目）
- 茂侶神社（五丁目）

#### 公共施設

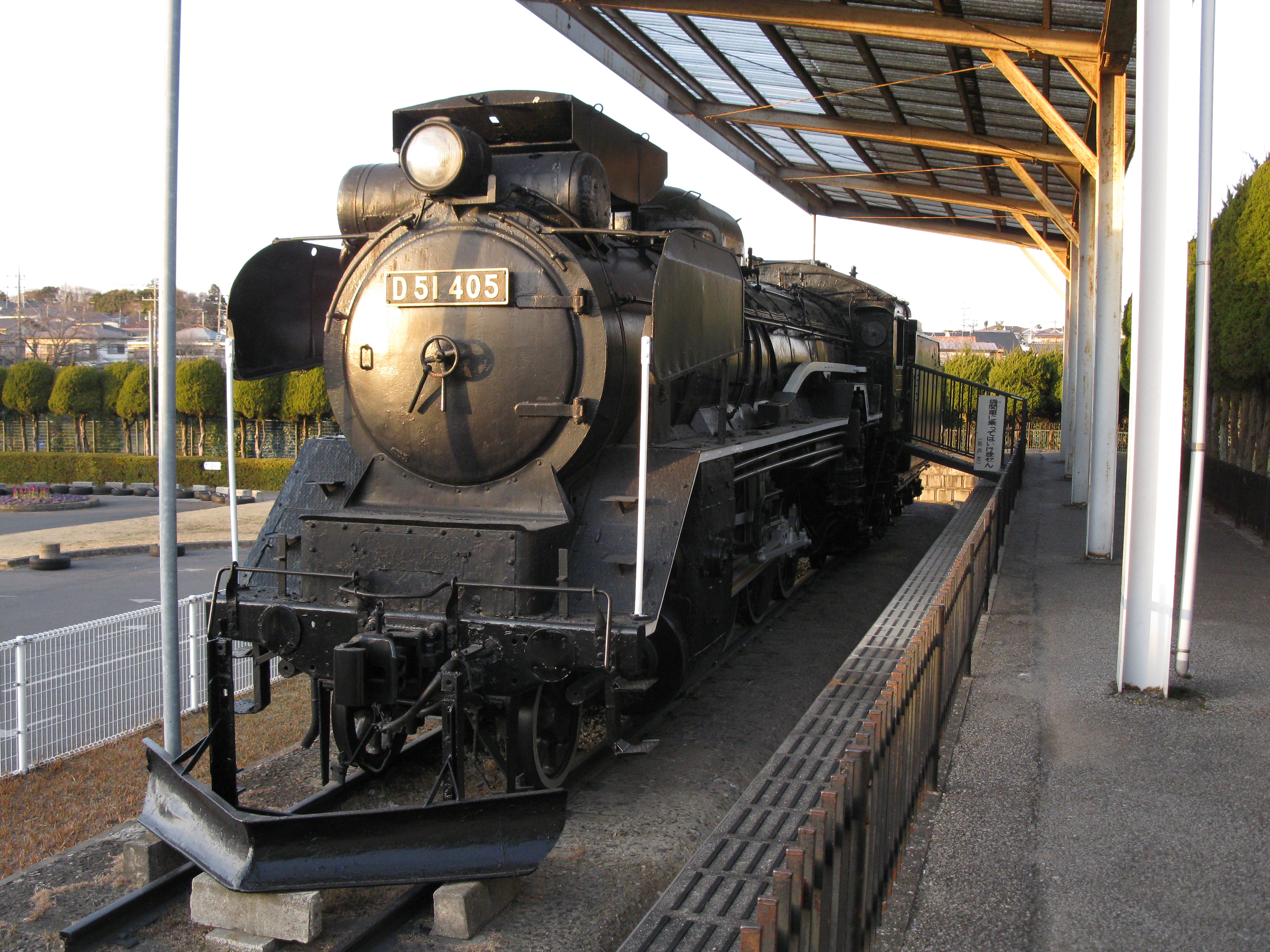
ユーカリ交通公園で静態保存されているD51形405号機

- 行政センター地区（六丁目）
  - 松戸市役所小金原支所
  - 松戸市立図書館小金原分館
  - 松戸東警察署小金原交番
  - 松戸市小金原体育館
  - 小金原公園（中央公園）
  - 松戸北郵便局（ゆうちょ銀行松戸店）
- 公園
  - ユーカリ交通公園・グラウンド（一丁目）
  - つばめ公園（二丁目）
  - やまばと公園（三丁目）
  - からす公園（四丁目）
  - 小金原4丁目公園（四丁目）
  - めじろ公園（四丁目）
  - うぐいす公園（五丁目）
  - すずめ公園（五丁目）
  - かもめ公園（七丁目）
  - 小金原7丁目公園（七丁目）
  - ぺんぎん公園（七丁目）
  - 貝の花公園（八丁目）
  - 栗ヶ沢公園（八丁目）
  - うずら公園（九丁目）
  - ひばり公園（九丁目）
  - はくちょう公園（九丁目）
- 保育園・幼稚園
  - 小金原保育の会幼児教室（三丁目）
  - みやおか幼稚園（三丁目）
  - コアラ保育所（四丁目）
  - さくら保育園（四丁目）
  - 小金原保育所（六丁目）
  - 聖徳大学附属第二幼稚園（七丁目）
  - 貝の花保育所（八丁目）
  - 若芝保育園（八丁目）

## 商業施設
- 小金原中央商店街（けやきプラザ・六丁目）
  - リブレ京成小金原店
  - マツモトキヨシ小金原店 - サンドラッグ小金原店（2018年 5月20日閉店） - 東急ストア（団地開設当初は東光ストア）小金原店跡地
  - ダイソー小金原店 - 同上
  - 松戸新京成バス小金原バス案内所
- コンビニ
  - セブン-イレブン小金原3丁目店（三丁目）
  - セブン-イレブン小金原4丁目店（四丁目）
  - ミニストップ小金原店（五丁目）
  - デイリーヤマザキ松戸小金原店（六丁目）
  - ファミリーマートむらた小金原店（七丁目）
  - ファミリーマート小金原八丁目店（八丁目）
- うさみストアー（四丁目）
- さくらい（八丁目）
- pepit madoca小金原4丁目店（四丁目）- マツモトキヨシ業態転換
- マルエツ小金原店（七丁目）

## 出身もしくはゆかりの有名人
- 村上信夫（帝国ホテル顧問シェフ・小金原に家を持ち生涯を終える）
- 平木理化（元テニスプレーヤー・根木内中学校）